# Pediment
Pediment je v arhitekturi trikotno čelo, ki tvori naklon strehe nad vhodom (prostora, strehe, ki ga podpirajo stebri, ki vodi do vhoda stavbe); ali podobna oblika se uporablja kot dekoracija nad vrati ali oknom. Pediment bila največja značilnost grškega templja na sprednji strani. Trikotni zid kot površina pedimenta, ki se imenuje timpanon, počiva na entablaturi (kompozitni trak iz horizontalnih elementov), ki se prenesejo na stebre. Timpanon je bil pogosto okrašen s skulpturami, prizori iz grške in rimske mitologije ali alegoričnimi slikami, kot na primer v Partenonu (Atene, 447-432 pr.n.št.) in je bil vedno kronan s poševnim vencem.

## Zgodovina
Rimljani so prilagodili pediment zgolj kot dekorativno obliko zaključka vrat, oken in še posebej niš. Njihovi pedimenti se pogosto pojavijo v seriji, ki sestoji iz izmenjujočih trikotnih in segmentno ukrivljenih oblik. Motiv je oživel v visoki renesansi z italijanskimi oblikovalci; predvsem izvrstni primeri so okna pedimentov v piano nobile (nadstropje nad pritličjem) v Palazzo Farnese, ki jo je zgradil Antonio da Sangallo mlajši (Rim, 1517). 
Oblikovalci so v baroku razvili številne vrste fantastično oblikovanih in tudi obratno ukrivljenih pedimentov. Primer je mogoče videti na cerkvi San Andrea al Quirinale (Rim, 1658-1670), delo Gian Lorenzo Bernini. 
Dovršenost so dosegli pri slogu Churrigueresque ali v pozni renesansi arhitekture Španije, kjer so bili majhni deli pedimenta uporabljeni kot dekorativni motivi.
Varianta je segmentni oziroma ločni pediment, kjer so običajne trikotne poševne vence nadomestili z eno od oblik odseka kroga, na način potlačenega loka. Obe taki obliki pedimentov imata "razbito" ali "odprto" obliko.
Odprt pediment je odprt vzdolž baze - tak se pogosto uporablja v gruzijski arhitekturi. Nadaljnja varianta je pediment z labodjim vratom, kjer je venec v obliki dveh črk S. Dekoracija v timpanonu se pogosto razširi skozi te odprtine. Ti slogi so bili običajni v manireristični arhitekturi in so se uporabljali za pohištvo (predstavnik je Thomas Chippendale).
Pediment je včasih zgornji element portika.
- Zgornji del neoklasične grške Nacionalne akademije v Atenah, kaže pediment s skulpturami
- Pediment kot labodji vrat v Rev. Ebenezer Gay House, Suffield, Connecticut, 1742
- Zlomljen (odprt) segmentni pediment v Villa Capra La Rotonda